# Senza un posto nel mondo
Senza un posto nel mondo è un singolo del rapper italiano Marracash, pubblicato l'11 settembre 2015 come quinto estratto dal quarto album in studio Status.

## Descrizione
Decima traccia dell'album, Senza un posto nel mondo ha visto la partecipazione vocale del cantautore italiano Tiziano Ferro ed è stato composto da Marracash durante un periodo di crisi, risultando pertanto un brano molto profondo e sentito a detta del rapper stesso. Riguardo alla partecipazione di Ferro, Marracash ha detto di aver voluto collaborare con lui dopo che Ferro aveva affermato che il disco King del rap del rapper era il suo preferito del 2011, cercando di fare un bel brano non curandosi di una sua possibile promozione in radio, poi commentando:
Una versione alternativa del brano è stata pubblicata come bonus track nell'edizione digitale di Status, oltreché come b-side del singolo.

## Video musicale
Il videoclip è stato pubblicato il 5 ottobre 2015 attraverso il canale YouTube del rapper.

## Tracce
1. Senza un posto nel mondo (feat. Tiziano Ferro) (New Version) – 3:34
2. Senza un posto nel mondo (feat. Tiziano Ferro) (Original Version) – 4:04
3. Senza un posto nel mondo (feat. Tiziano Ferro) (Alternative Version) – 4:08